# Hans Schlemmer
Johann Schlemmer (18 de enero de 1893 - 26 de junio de 1973) fue un general alemán durante la II Guerra Mundial que comandó el LXXV Cuerpo de Ejército. Fue condecorado con la Cruz de Caballero de la Cruz de Hierro con Hojas de Roble. Schlemmer se rindió a las tropas Aliadas en Italia en 1945.

## Biografía
Johann Schlemmer nació en Nesselwang en Baviera el 18 de enero de 1893. Se incorporó al Ejército alemán en 1913, y sirvió en la I Guerra Mundial como teniente en la Artillería bávara. Permaneció en el ejército después de 1918. Al estallar la II Guerra Mundial comandaba primero un batallón, y después un regimiento de artillería de montaña, antes de ser promovido al rango de general, al mando de la 134.ª División de Infantería.
Terminó la guerra como General de Tropas de Montaña, al mando del LXXV Cuerpo de Ejército en Italia. Se rindió a las tropas Aliadas en Italia en 1945.

## Condecoraciones
- Cruz de Hierro (1914) 2ª Clase (9 de noviembre de 1914) & 1ª Clase (17 de diciembre de 1916)[3]
- Broche de la Cruz de Hierro (1939) 2ª Clase (2 de octubre de 1939) & 1ª Clase (25 de mayo de 1940)[3]
- Cruz Alemana en Oro el 23 de enero de 1942 como Oberst (Coronel) en la 134.ª División de Infantería[4]
- Cruz de Caballero de la Cruz de Hierro con Hojas de Roble
  - Cruz de Caballero el 21 de abril de 1942 como Generalmajor y comandante de la 134.ª División de Infantería[2]
  - 369ª Hojas de Roble el 18 de enero de 1944 como Generalleutnant y comandante de la 134.ª División de Infantería[5]